# Cirque de Troumouse
Le cirque de Troumouse est un cirque glaciaire situé au centre de la chaîne des Pyrénées, dans le département des Hautes-Pyrénées en France, formant au sud la frontière avec l'Espagne.

## Géographie

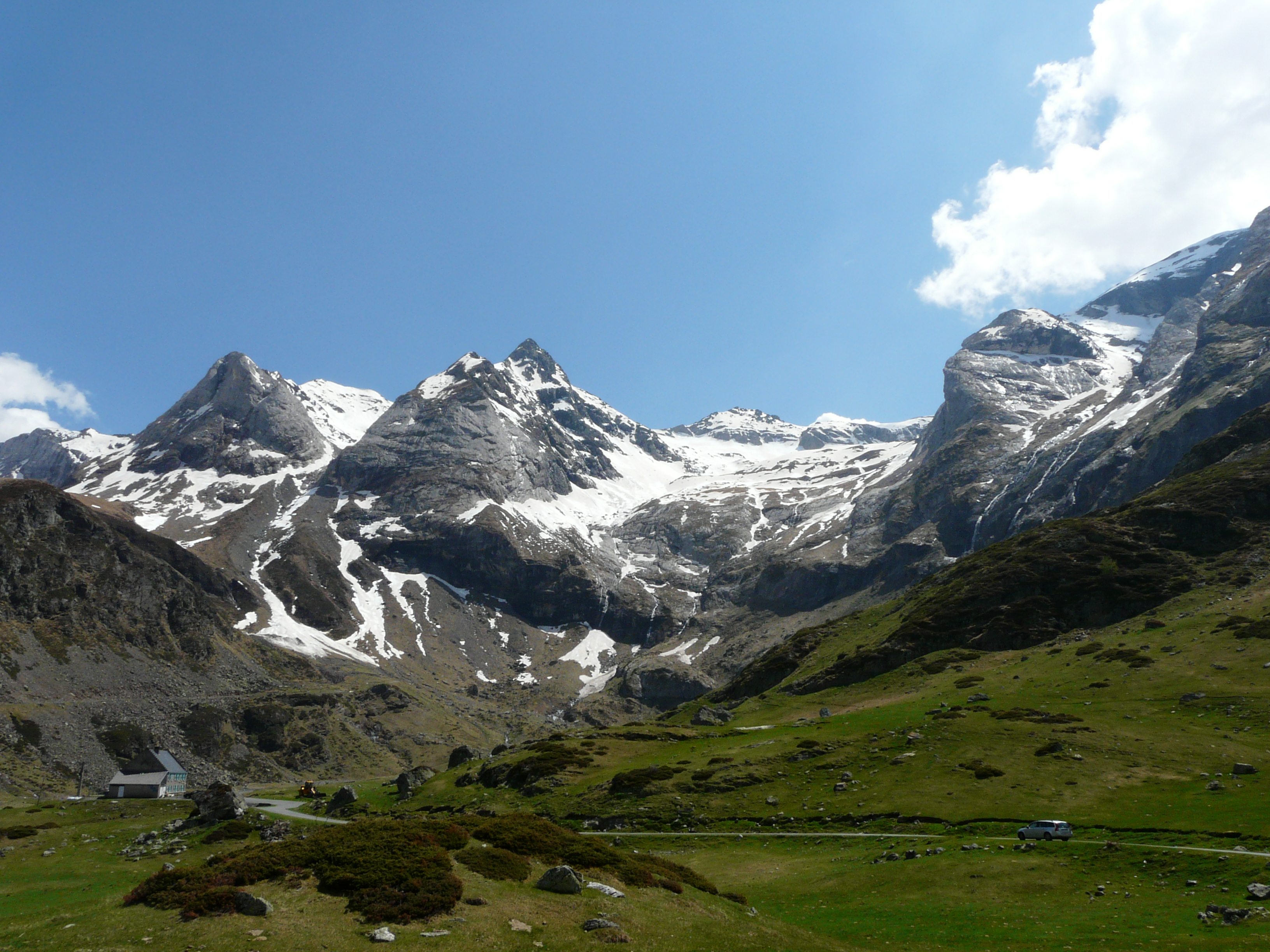
Le cirque de Troumouse en mai 2012.

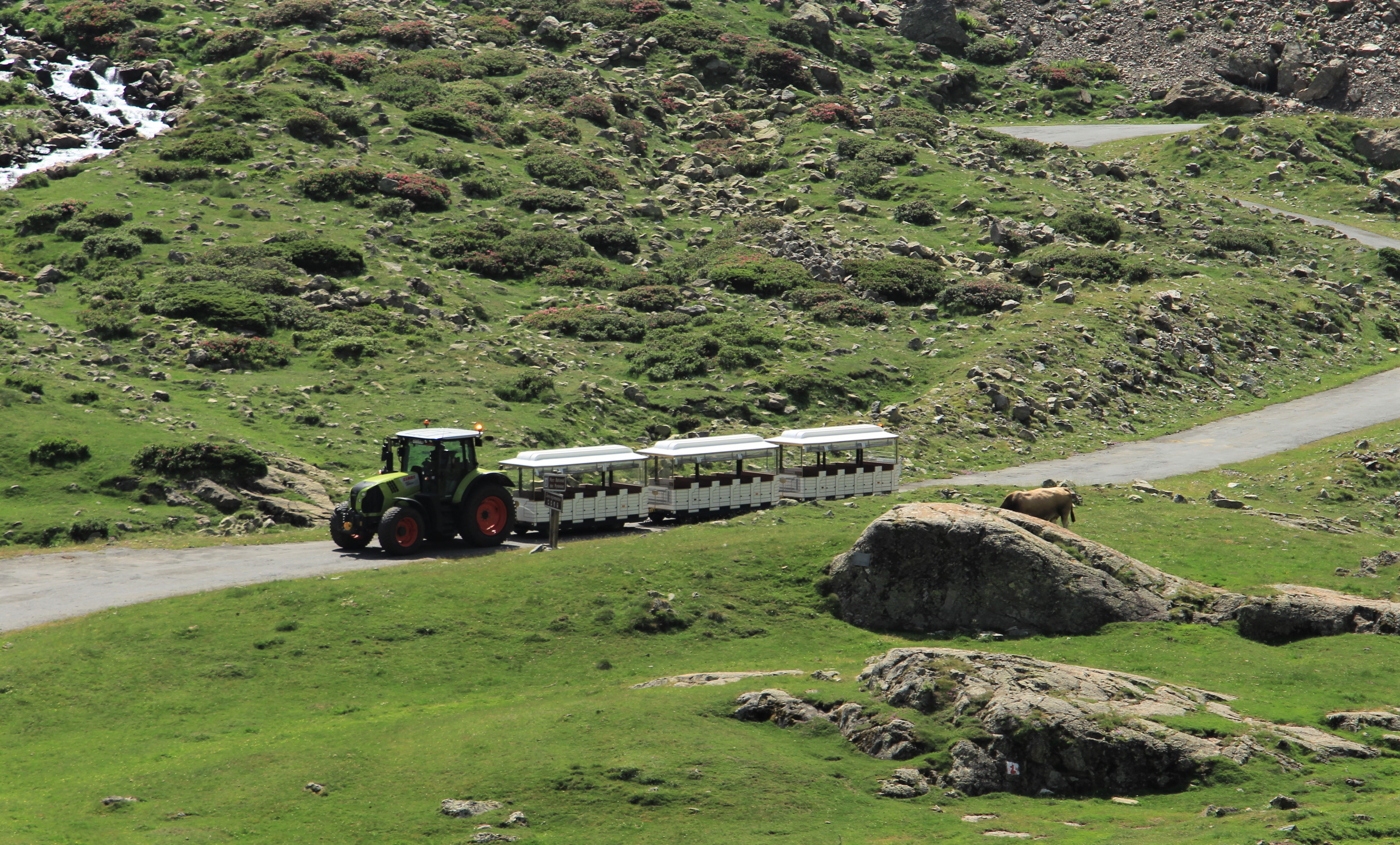
Le petit train du cirque.

### Topographie
Il possède un diamètre moyen de 4 km et son assise se situe aux alentours de 2 200 mètres d'altitude. C'est l'un des plus grands cirques des Pyrénées et d'Europe.
Le cirque de Troumouse est encadré par le pic de Bounèu (2 726 m) au sud-ouest et le pic de la Sède (2 694 m) au nord-est.
Il est composé ainsi des sommets distincts que sont la Hèche de Bounèu (2 704 m), la Pène Blanque (2 905 m), le mont Arrouy (2 888 m), le pic de la Munia (3 133 m), la Petite Munia (3 096 m), le pic de Serre Mourène (3 090 m), le pic Heid (3 022 m), le Petit pic Blanc (2 957 m), le pic de Gerbats (2 904 m). Les trois derniers pics forment la muraille de Barroude.

### Hydrographie
Y coulent les ruisseaux du Maillet, de Gabiédou, du Cot et le gave des Touyères dont la réunion donne le gave de Héas.
On peut y apercevoir de très nombreux lacs tels que : les lacs des Aires (2 342 m), le lac de Serre Longue (2 190 m), le lac d'Esbarris (2 139 m).

### Climat et végétation
Le climat particulier du cirque fait qu'il est dépourvu d'arbres et de grands buissons.
En raison de son importance environnementale, le site est inclus dans le parc national des Pyrénées.

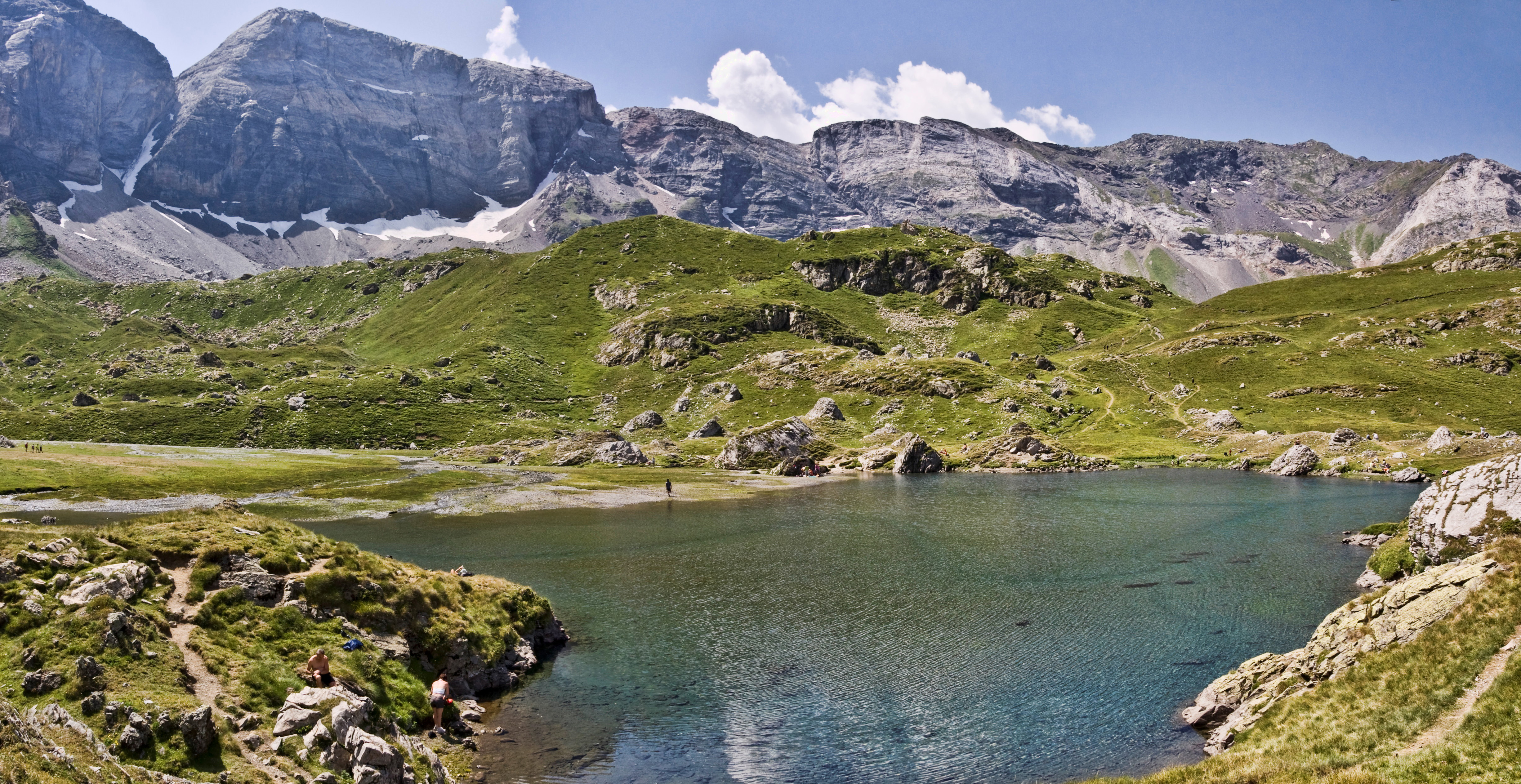
Lacs des Aires.
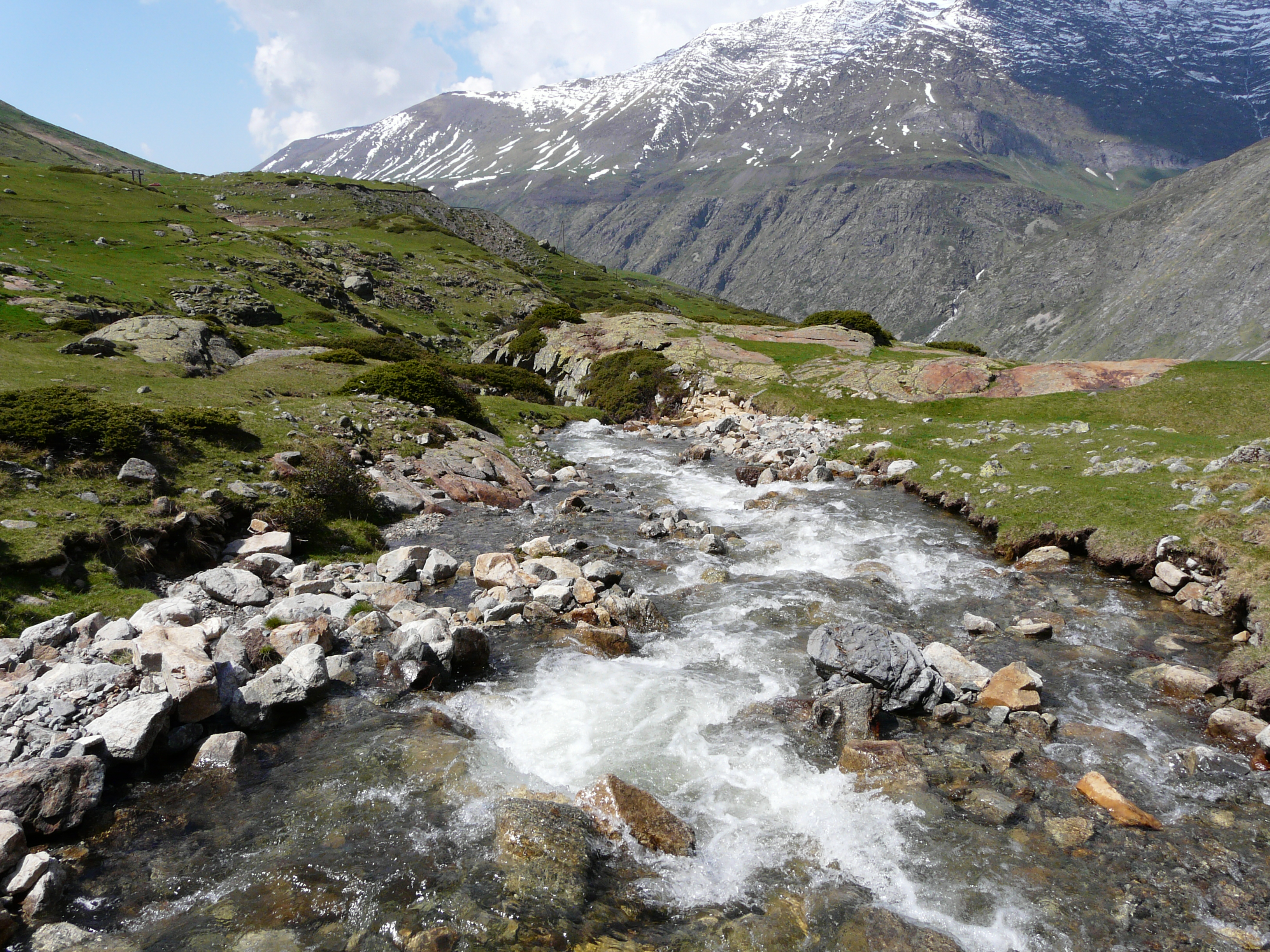
Le ruisseau du Cot.
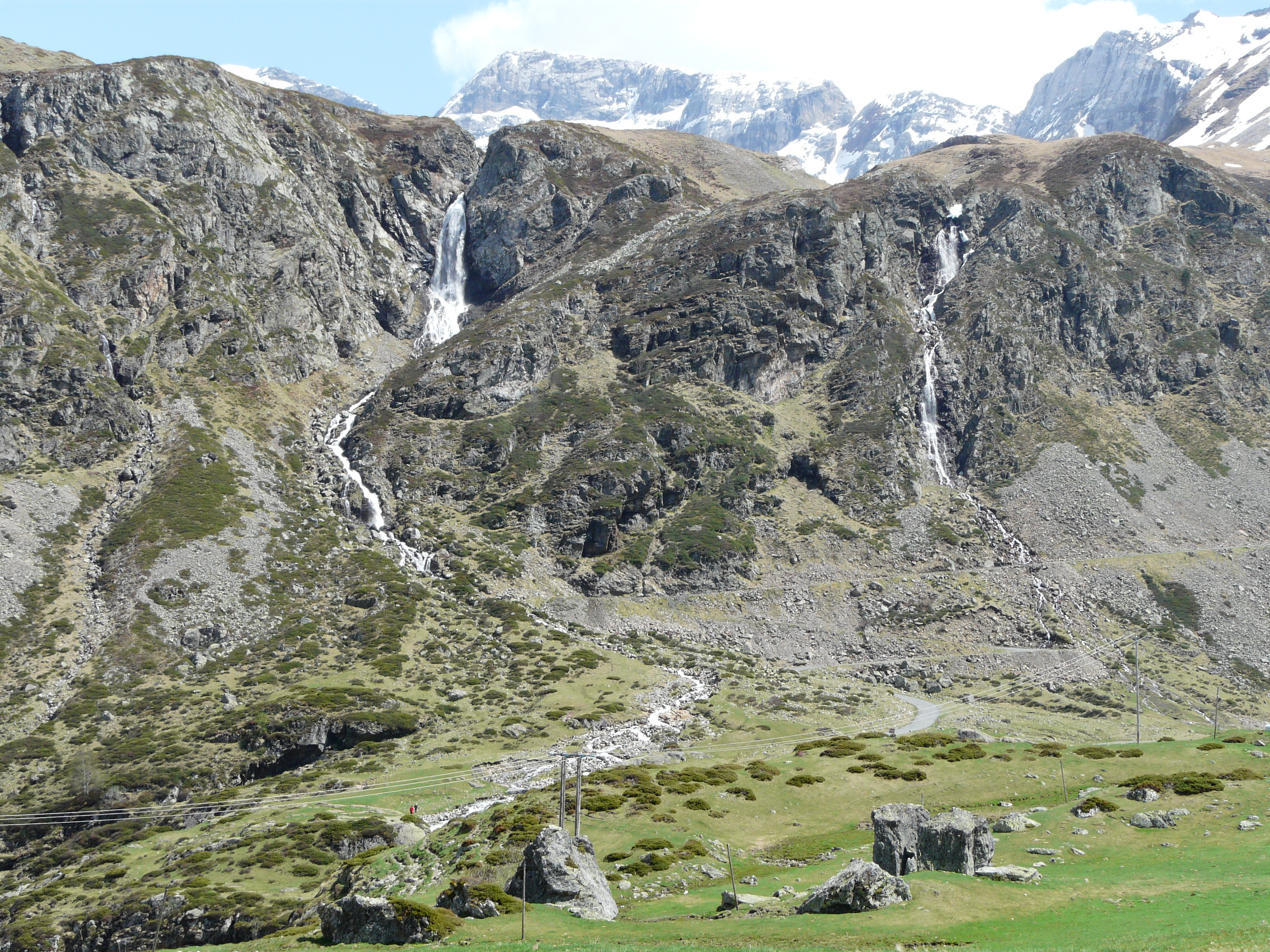
Cascades.
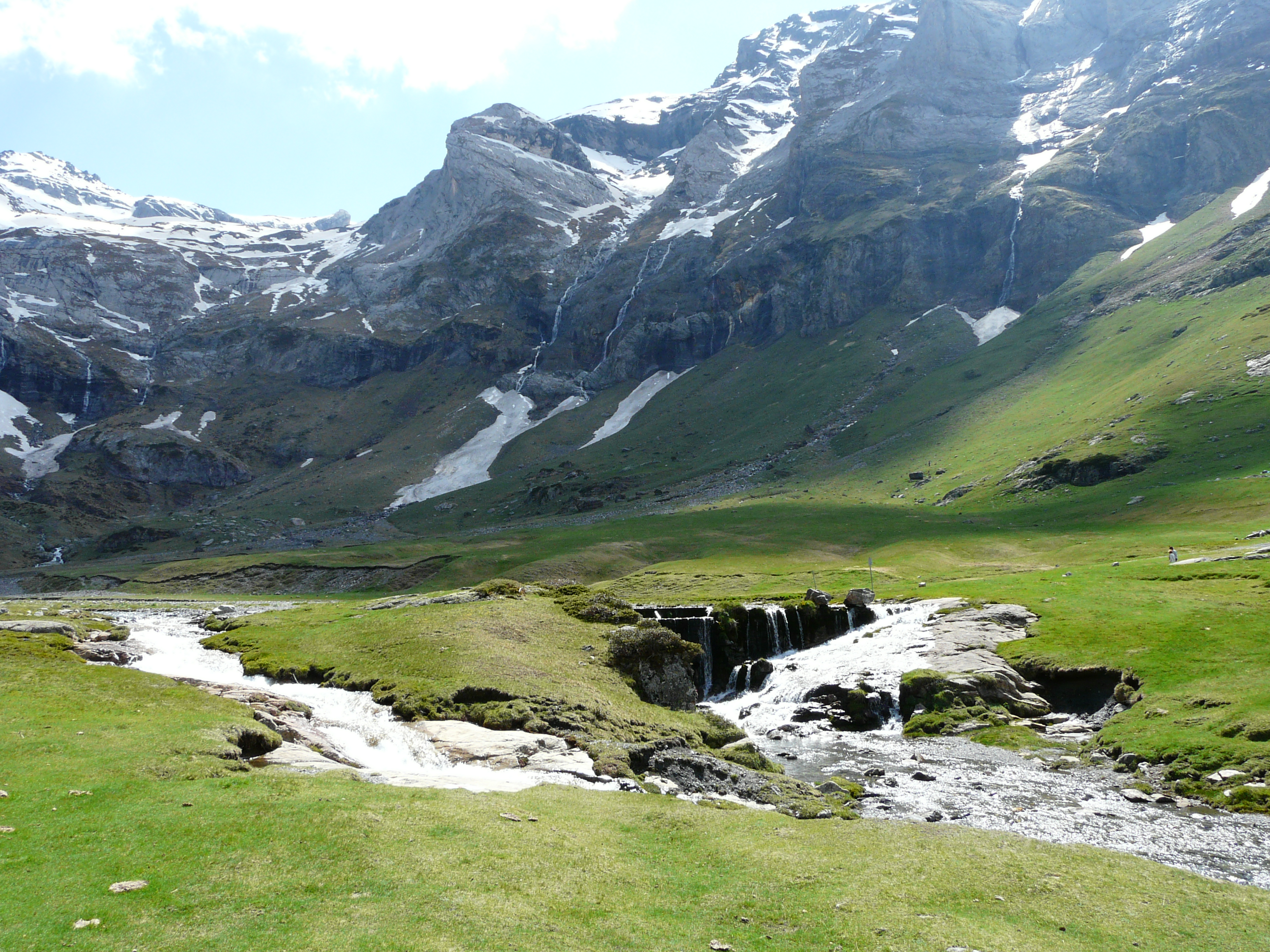
Un ruisseau.
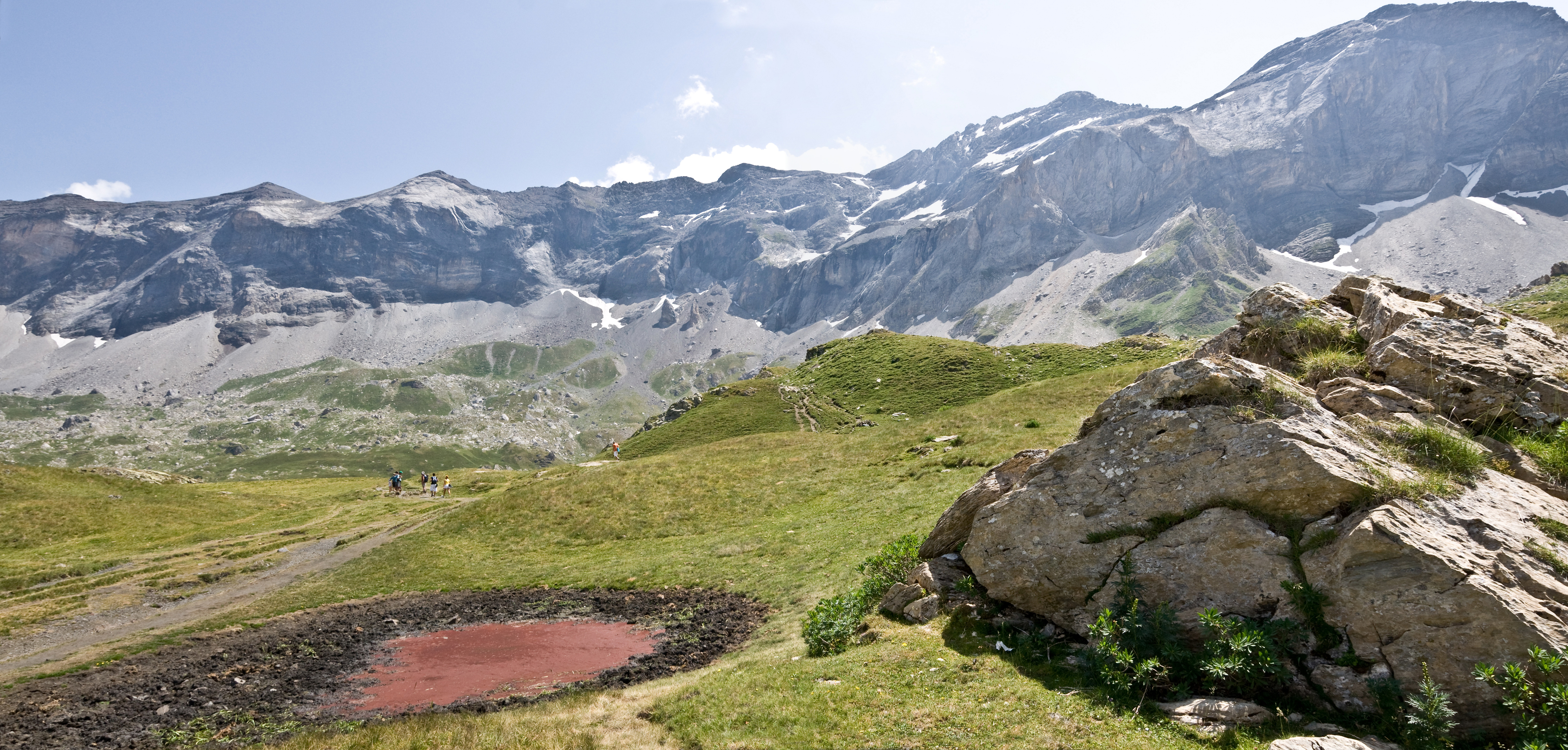
Vue depuis le centre du cirque en août.

## Histoire
Une troisième campagne de fouilles archéologiques conduite en 2018 sur le site de la Hail de Pout, a mis au jour des céramiques dont la datation révèle des occupations humaines dans de modestes habitats d'estive sur une période d’environ deux cents ans, de 2300 à 2100 av. J.-C.

## Protection environnementale
Le cirque fait partie d'une zone naturelle protégée, classée ZNIEFF de type 1.

## Voies d'accès
On accède à la vallée par la route de Gavarnie, la route départementale 921 (ancienne route nationale 21), puis prendre en direction du cirque de Troumouse par la route départementale 922  qui traverse la vallée de Héas et qui se termine à l'auberge du Maillet, où l'on stationne gratuitement (hors été). La fin du trajet devrait être assurée par un petit train payant, ou à pied en quarante minutes.

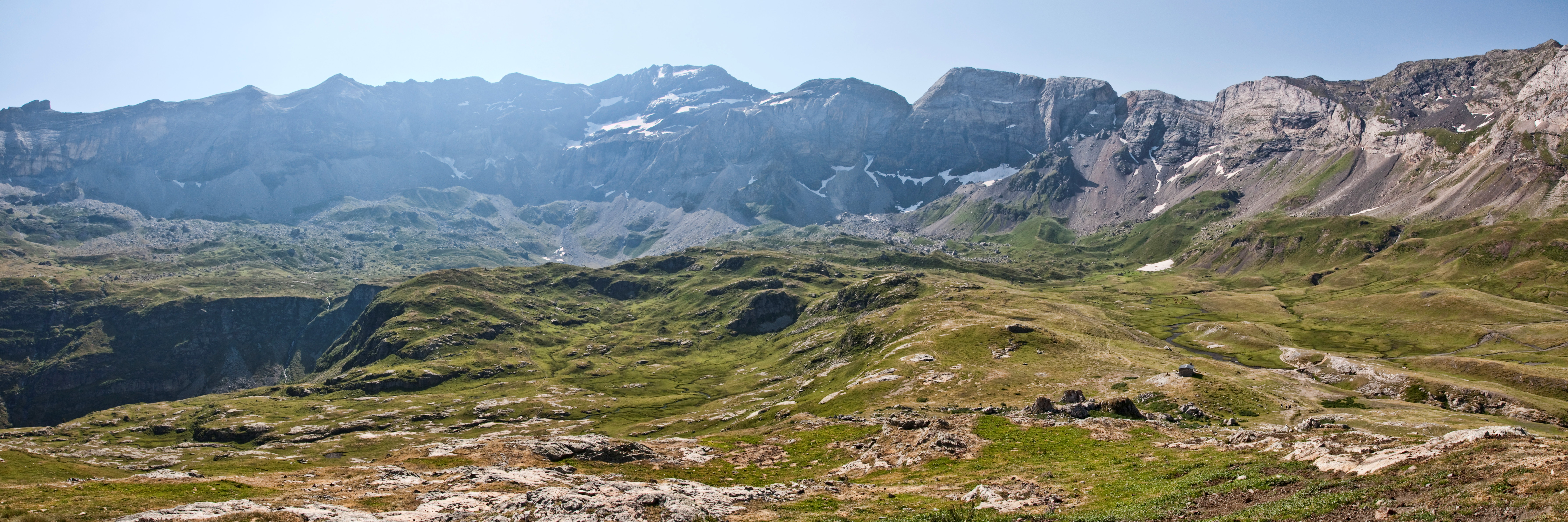
Panorama général.